# Vladimir Belousov
Vladimir Pavlovič Belousov (in russo Владимир Павлович Белоусов?; Vsevoložsk, 14 luglio 1946) è un ex saltatore con gli sci sovietico, dal 1991 russo.

## Palmarès

### Olimpiadi invernali
- Oro a Grenoble 1968 nel salto con gli sci, trampolino lungo.